# Pierre Duacensis
Pierre Duacensis, ou Pierre de Douai (né à Douai et mort avant avril 1221 à Rome) est un cardinal français  du XIIIe siècle. 

## Biographie
Pierre de Douai est notaire à la Curie romaine. Le pape Innocent III le crée cardinal lors du consistoire du 18 février 1212. Le cardinal est légat en Aragón et en France, où il excommunie le roi de France au concile de Dijon. Avec le cardinal Pietro di Morra, il participe au concile de Montpellier.
Le cardinal Duacensis participe à l'élection d'Honorius III en 1216 qui le consacre cardinal-évêque en décembre 1217.